# Áo nghĩa thư
Áo nghĩa thư (zh. 奧義書, sa. upaniṣad), "kinh điển với ý nghĩa uyên áo", là một loại văn bản được xem là thuộc hệ thiên khải (sa. śruti), nghĩa là được "bề trên khai mở cho thấy" trong Ấn Độ giáo. Chúng kết thúc hoặc hoàn tất các loại thánh kinh được xếp vào Phệ-đà của Ấn Độ giáo. Vì lý do này nên chúng cũng được gọi là Phệ-đàn-đa (zh. 吠檀多, sa. vedānta), nghĩa là "phần kết thúc (anta) của Phệ-đà (veda)". Đây là một loại thánh điển rất quan trọng của Ấn Độ giáo với nội dung giải thích, diễn giảng các bộ Phệ-đà tính chất bí ẩn.

## Từ nguyên
Từ upaniṣad उपनिषद् xuất phát từ động từ căn √sad và hai động từ tiếp đầu âm là upa + ni, như vậy là upa-ni-√sad. √sad có nghĩa là ngồi, upa-ni là đến gần và hạ mình xuống. Theo cách giải từ nguyên thông thường thì upaniṣad có nghĩa là "sự đến gần ngồi xuống [bên Đạo sư để nghe dạy]", và vì các bài dạy mang tính chất bí mật uyên áo nên upaniṣad cũng được dùng thông với từ rahasya, được Monier-Williams dịch là: secret, private, clandestine, concealed, mysterious. Tên Áo nghĩa thư được dùng trong bài này cũng vì lý do này.
Tuy nhiên, cách giải tự như trên đã gây một vài điểm bất đồng trong giới học giả Ấn Độ học mặc dù họ không tranh luận về từ nguyên, mà chỉ chú ý đến ý nghĩa được kết luận sau khi giải tự. Trong một chuyên luận, nhà Ấn Độ học Harry Falk đã chứng minh rất thuyết phục rằng, "người đến gần ngồi bên cạnh" như từ nguyên bên trên gợi ý không phải là đệ tử, mà là một năng lực siêu nhiên đến bên hành giả, upaniṣad mang nghĩa "một năng lực ảnh hưởng" nhiều hơn, và như vậy, nó có một nghĩa rất chủ động.
Trong bài luận giải cho Ca-tha áo nghĩa thư (sa. kaṭhopaniṣad), Đại luận sư Thương-yết-la (sa. śaṅkara) lại cho chữ -ṣad xuất phát từ gốc động từ √śad với nghĩa tiêu diệt, hàng phục. Qua đó, Thương-yết-la kiến lập một giáo lý trên cơ sở các Áo nghĩa thư, với chức năng tiêu diệt vô minh.

## Vị trí của Áo nghĩa thư trong Thánh điển Phệ-đà
Kinh văn Phệ-đà được chia thành ba phần, Lê-câu-phệ-đà (zh. 棃俱吠陀, sa. ṛgveda), Sa-ma-phệ-đà (zh. 沙摩吠陀, sa. sāmaveda) và Dạ-nhu-phệ-đà (zh. 夜柔吠陀, sa. yajurveda). Nhưng sau này, một bộ thứ tư được đưa thêm vào, đó là A-thát-bà-phệ-đà (zh. 阿闥婆吠陀, sa. atharvaveda). Thừa nhận kinh văn Phệ-đà là chân lý cũng là điều kiện tiên quyết xác nhận một người theo Ấn Độ giáo. Mỗi bộ Phệ-đà trên đều có một bộ sách tập hợp căn bản đi theo, được gọi là Bản tập (zh. 本集, sa. saṃhitā), được viết theo văn vần, bao gồm cách thức thực hiện nghi lễ và một bộ sách được viết bằng văn xuôi, gọi là Phạm thư (zh. 梵書, sa. brāhmaṇa), giải thích ý nghĩa của các nghi lễ, tế tự. Bản tập liên quan đến tất cả các nhánh của Phệ-đà, trong khi các bài Phạm thư hệ thuộc vào những nhánh riêng.
Các bộ Phạm thư không phải là tác phẩm của một tác giả duy nhất và với thời gian, chúng được bổ sung thêm. Các thành phần được bổ sung bao gồm những lời giải thích về ý nghĩa bí mật của các nghi lễ và chân ngôn. Một số phần mật giáo của Phạm thư được gọi là Sâm lâm thư (zh. 森林書, sa. āraṇyaka), nghĩa là "các bài văn bí mật được tụng niệm trong rừng thâm", và một số khác được gọi là Áo nghĩa thư. Điểm khác biệt giữa Sâm lâm thư và Áo nghĩa thư không rõ ràng bởi vì cả hai đều xử lý những tài liệu tương tự nhau. Một số Áo nghĩa thư, ví như bộ Aitareya được bao gồm trong bộ Sâm lâm thư hệ thuộc, trong khi những bộ khác, ví như Áo nghĩa thư Bṛhadāraṇyaka, lại được xem là cả hai, Sâm lâm thư và Áo nghĩa thư. Tuy nhiên, các chủ đề về vũ trụ quan và siêu hình có vẻ giữ vai trò trung tâm hơn trong các bộ Áo nghĩa thư, và về mặt thời gian, chúng xuất hiện sau các Sâm lâm thư.
Thánh điển Phệ-đà, bao gồm các Áo nghĩa thư và tất cả các nhánh hệ thuộc, được biên tập và truyền miệng từ thế hệ này sang thế hệ khác. Chúng chỉ được viết lại hơn một ngàn năm sau đó, nhưng mặc dù vậy, việc lưu truyền được thực hiện rất nghiêm túc và trung thực - thậm chí trung thực hơn phương pháp sao chép bằng văn tự, như nhiều nhà nghiên cứu cho biết.
Trong khoảng thời gian từ những thế kỉ cuối TCN đến những thế kỉ đầu CN, vai trò của việc tế lễ trong tôn giáo ngày càng phai mờ. Nhiều học phái phát sinh, ví như những nhánh chuyên về ngữ pháp tiếng Phạn, hoặc những nhánh chuyên về luật tôn giáo (sa. dharmaśāstra), phương pháp cai trị (sa. arthaśāstra) và y học. Nhưng mặc dù vậy, các Bà-la-môn thời đó là xem tất cả những tài liệu thuộc về thánh điển Phệ-đà là thẩm quyền bậc nhất. Các bộ Áo nghĩa thư có vẻ như bị tách ra khỏi những nhánh Phệ-đà hệ thuộc và được xem như một thể loại văn bản riêng.

## Triết học & Tư tưởng
Điều nên lưu ý đầu tiên khi bàn về triết học và tư tưởng của các bộ Áo nghĩa thư là chúng không thể được sắp xếp có hệ thống theo một tiêu chuẩn nhất định nào đó, ví dụ như theo nội dung, tư tưởng hoặc văn phong hình thái. Các bộ Áo nghĩa thư chứa đựng rất nhiều quan niệm khác biệt nhau. Giữa những đoạn văn với nội dung triết học cao vút lại xuất hiện những ý tưởng rất tầm thường, ví như những lời phỏng đoán rỗng tuếch về những âm tiết hoặc về huyền thuật (ví dụ như nói về huyền thuật rắn trong Áo nghĩa thư Garuḍa (Garuḍa-Upaniṣad)). Và Áo nghĩa thư Śvetāśvatara với tư tưởng Nhất thần lại chứa đựng nhiều thành phần của học phái Số luận (sa. sāṃkhya). Thế nên, trong khi phân tích Áo nghĩa thư, người ta cũng không nên xem từng bộ Áo nghĩa thư như một tác phẩm riêng biệt và nhất quán, mà phải kết hợp những phần có cùng tư tưởng từ nhiều Áo nghĩa thư khác nhau. Sau khi đã đạt những điều kiện tiên quyết trên và tổng hợp các tư tưởng nằm rải rác trong nhiều văn bản, người ta mới có thể nói đến một "hệ thống triết học" Áo nghĩa thư. Và khi nói đến "Triết học Áo nghĩa thư" thì những chủ đề sau đây được xem là quan trọng nhất, là rường cột cho tất cả các trường phái Bà-la-môn giáo sau này, đó là mối tương quan giữa một Tiểu ngã (sa. ātman) và Phạm thiên (sa. brahman), luân hồi (sa. saṃsāra) và nghiệp (sa. karman) cũng như hai quan điểm đối lập là Duy vật và Duy tâm.

## Những bộ Áo nghĩa thư chủ yếu
Bảng bên dưới liệt kê 10 bộ Áo nghĩa thư chủ yếu (sa. mukhya) đã được Thương-yết-la luận giải và được tất cả các nhánh Ấn Độ giáo công nhận là những văn bản Thiên khải (zh. 天啓, sa. śruti). Chúng được liệt kê song song với bộ Phệ-đà hệ thuộc.
(Lê-câu (ṚV), Sa-ma (SV), Bạch Dạ-nhu (ŚYV), Hắc dạ-nhu (KYV), A-thát-bà (AV)).
1. Aitareya (ṚV)
2. Bṛhadāraṇyaka (ŚYV)
3. Īṣa (ŚYV)
4. Taittirīya (KYV)
5. Kaṭha (KYV)
6. Chāndogya (SV)
7. Kena (SV)
8. Muṇḍaka (AV)
9. Māṇḍūkya (AV)
10. Praśna (AV)

Các bộ Áo nghĩa thư Kauśītāki, Śvetāśvatara và Maitrāyaṇi thỉnh thoảng được xếp thêm vào để tăng tổng số lên 12, 13. Chúng cũng được xem là những bộ cổ nhất, có thể đều được biên tập trước công nguyên.